# Петерзаурах
Петерзаурах (нім. Petersaurach) — громада в Німеччині, розташована в землі Баварія. Підпорядковується адміністративному округу Середня Франконія. Входить до складу району Ансбах.
Площа — 41,80 км2. Населення становить 4984 ос. (станом на 31 грудня 2020).